# بوکاس دو فگو
بوکاس دو فگو (به پرتغالی: Vulcão da Urzelina) یک کوه در پرتغال است که در آزور واقع شده‌است. بوکاس دو فگو ۷۶۷ متر بالاتر از سطح دریا واقع شده‌است.